# 사에브 에레카트

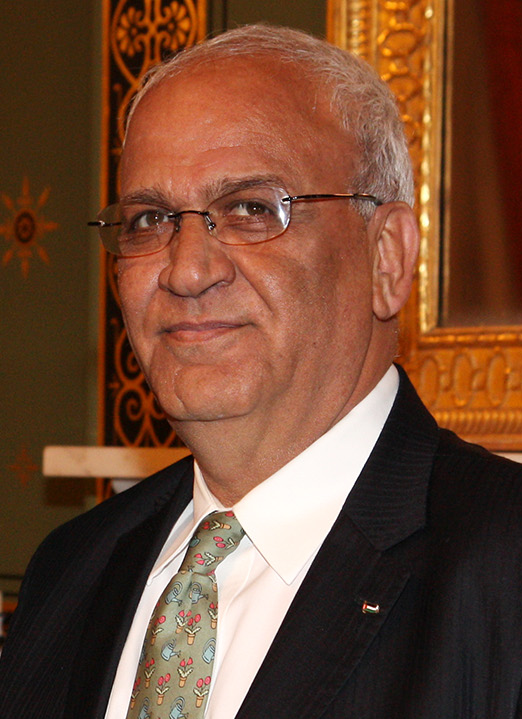
사에브 에레카트 (2014년 영국 런던에서 촬영)

사에브 무하마드 살리흐 에레카트(아랍어: صائب محمد صالح عريقات‎, 1955년 4월 28일 ~ 2020년 11월 10일)는 팔레스타인의 정치인·외교관이다.

## 생애
1955년 4월 28일에 요르단의 지배를 받고 있던 요르단강 서안 지구 예루살렘주 아부디스 마을에서 태어났으며 12세 시절이던 1967년에는 이스라엘 군대가 제3차 중동 전쟁에서 요르단강 서안 지구를 점령하는 모습을 목격하기도 했다. 그로부터 1년 6개월이 지난 다음에는 이스라엘의 팔레스타인 점령에 항의하는 낙서, 전단지 배포, 투석 행위를 벌인 혐의로 구속되기도 했다.
1972년에 미국 캘리포니아주 샌프란시스코로 이주하면서 시티 칼리지 오브 샌프란시스코에 입학했다. 1974년에 샌프란시스코 주립 대학교에 편입학했고 1977년에는 국제관계학 학사, 1979년에는 정치학 석사 학위를 받았다. 1983년에는 영국 브래드퍼드 대학교로부터 평화 및 분쟁 연구에 관한 논문을 발표하면서 박사 학위를 받았다.
1990년대부터 팔레스타인 자치정부의 외교관으로 활동하며 이스라엘과의 평화 협상을 주도했다. 2015년부터는 팔레스타인 해방기구 사무총장을 지냈다. 에레카트는 폐섬유증을 앓아서 2017년에는 폐 이식 수술을 받았다. 2020년 10월 9일 코로나19 양성 판정을 받아 10월 18일 예루살렘의 하다사 병원에 입원하여 치료를 받았다. 11월 10일 코로나19에 의한 합병증으로 사망했다.

## 같이 보기
- 아랍-이스라엘 분쟁
- 이스라엘-팔레스타인 분쟁